# The English Roses
The English Roses es un libro ilustrado de género infantil escrito por la artista estadounidense Madonna y publicado el 15 de septiembre de 2003 por Callaway Arts & Entertainment. El dueño de la editorial, Nicholas Callaway, había querido que la cantante escribiera un libro para niños desde mediados de la década de 1990, por lo que esta última aprovechó la oportunidad tras su segundo matrimonio y el nacimiento de su segundo hijo. Para ello tomó en cuenta la sugerencia de su maestro de Cábala y el conocimiento que adquirió sobre esta disciplina a lo largo de los años. Tenía como objetivo que las protagonistas tuviesen un papel más activo que en los cuentos de hadas tradicionales. Presentó en total cinco historias a Callaway, que eligió a The English Roses como la primera de la serie en ser publicada.
La inspiración para la historia provino de su hija Lourdes, y tanto el título como los personajes llevan el nombre de sus compañeras del colegio Lycée Franco-Libanais Tripoli. La trama consiste en cuatro amigas que sienten celos tras la llegada de una nueva estudiante, Binah, pero al final deciden incluirla en su grupo tras darse cuenta de que no lleva una vida fácil. Contiene una moraleja y la autora se basó en sus propias experiencias personales mientras escribía, entre ellas la muerte de su madre a una edad muy temprana. El artista Jeffrey Fulvimari se encargó de las ilustraciones y de la cubierta, para lo cual utilizó la técnica de arte lineal.
The English Roses se tradujo a 30 idiomas y salió a la venta simultáneamente en más de 100 países de todo el mundo. Para promocionar la obra Madonna se asoció con Amazon y grabó un mensaje de voz exclusivo sobre el libro para los clientes del servicio. Asimismo, se organizó una fiesta de té en el Kensington Roof Gardens de Londres un día antes del lanzamiento, donde leyó el libro a una multitud compuesta por adolescentes y niños pequeños, como así también concedió varias entrevistas a programas de televisión y realizó firmas de libros.
En términos generales, obtuvo reseñas variadas de los críticos literarios, quienes no les pareció interesante la historia y reprobaron las caracterizaciones y el tono moralista; las ilustraciones, en cambio, tuvieron opiniones más favorables. Ingresó en el primer lugar de la categoría infantil en la lista de los más vendidos de The New York Times, donde pasó en total dieciocho semanas, y en cuestión de un año había vendido un millón de copias en el mundo. Dado el éxito comercial, Madonna lanzó productos relacionados con el libro, incluido un sitio web, y otras trece secuelas del libro.

## Sinopsis
The English Roses —Las Rosas Inglesas— es un grupo conformado por cuatro chicas de once años, Charlotte, Amy, Grace y Nicole, que asisten a la misma escuela en Londres, viven en el mismo barrio y participan en las mismas actividades, ya sea organizar pícnics de verano o patinar sobre hielo en invierno. Sin embargo, sienten celos de una niña llamada Binah que vive cerca, pues piensan que su vida es perfecta. Detestan su belleza y popularidad en la escuela y disfrutan ignorándola mientras elaboran planes malvados contra ella.
Un día, la madre de una de las Rosas les da una lección sobre juzgar a las personas por sus apariencias e insta a ser más amables con Binah. Esa noche, mientras se encuentran en una pijamada de pícnic, las niñas tienen el mismo sueño: un hada madrina las visita, les rocía con polvos mágicos y las transporta para que vean cómo es la vida de Binah en su casa. Allí se dan cuenta de que, al contrario de lo que creen, en realidad se siente sola. Su madre murió cuando era joven y vive con su padre en una pequeña casa donde pasa la mayor parte del tiempo cocinando y limpiando. El hada madrina las regaña y les pide que de ahora en más piensen más amablemente en alguien, en lugar de quejarse de su vida.
Las Rosas Inglesas se sienten mal por su comportamiento hacia Binah y la invitan a integrarse a su grupo. Pronto entablan una buena amistad y hacen pícnics, bailes y fiestas juntas y comparten con ella todo lo que les gusta. La historia finaliza con cinco rosas inglesas.

## Antecedentes
El primer proyecto de Madonna como autora fue el coffee table book Sex —publicado por su compañía Maverick y por Callaway Arts & Entertainment en 1992— que consistió en imágenes explícitas y sexualmente provocativas tomadas por el fotógrafo Steven Meisel. Aunque recibió críticas negativas tanto de los medios como de sus admiradores, logró un éxito comercial al vender 500 000 copias en Estados Unidos tan solo en su primera semana. Debutó en el primer puesto de la categoría no-ficción en la lista de los más vendidos de The New York Times y vendió 1,5 millones de unidades en el mundo en la primera edición, por lo que se convirtió en el coffee table book más exitoso de la historia. Con el lanzamiento de Sex, Callaway pasó a ser una editorial muy conocida y el fundador, Nicholas Callaway, buscó oportunidades para expandir aún más el negocio. Creía que tenía «cierta capacidad de ver más allá» y una idea de lo que podría interesar a las personas, incluso antes de que pudiesen sentir ese interés. Recordó haber visto a Madonna leer un libro que su editorial había publicado, Miss Spider's Tea Party de David Kirk, durante un evento realizado en el Webster Hall de Nueva York en marzo de 1995, como parte del estreno del videoclip de su sencillo «Bedtime Story». Denominado una fiesta de pijamas, leyó la historia ante un público de adolescentes y el evento se transmitió en el canal MTV. Callaway comentó: «Vi, por la forma en que leía la historia, cómo Madonna convirtió un club nocturno en una clase».
Descubrió que la capacidad de la cantante para contar una historia era atractiva, por lo que le preguntó si quería escribir producciones infantiles, puesto que su reconocimiento mundial y su «atractivo intercultural» atraerían más público interesado en leer un libro escrito por ella. Sabía por experiencia que los críticos literarios infantiles podían ser «quisquillosos», pero se mantuvo persistente con el proyecto. Sin embargo, en ese entonces la artista tenía otros compromisos laborales, y no fue sino hasta después de su segundo matrimonio con el director de cine británico Guy Ritchie y el nacimiento de su segundo hijo Rocco en el año 2000 que decidió aceptar la propuesta de Callaway. Su maestro de Cábala le sugirió que compartiera la sabiduría que había adquirido a lo largo de los años con los estudios sobre el misticismo judío en forma de historias dirigidas al público infantil. Vio esto como un «desafío asombroso», pese a que en un principio pensó que era una idea que se salía de su estándar. Escribió cinco historias y envió a Callaway por correo los manuscritos al mismo tiempo, con la idea de que serían publicados en un solo volumen, pero este último decidió que se desarrollaran y se editaran por separado. Además, señaló que cada una de ellas, tal como las había escrito, requirieron de muy poca corrección.
Finalmente, en marzo de 2003 se anunció que Madonna y Callaway Arts & Entertainment habían firmado un acuerdo con Penguin Group para publicar una serie de cinco libros ilustrados de género infantil, cada uno de ellos con un ilustrador distinto, ambientado en un momento y lugar diferentes y con un nuevo elenco de personajes. Madonna explicó que cada libro «trata temas que todos los niños enfrentan. Por suerte hay una lección que [los] ayudará a convertir situaciones dolorosas o de miedo en experiencias de aprendizaje». Con respecto a The English Roses, dijo que trata sobre «aprender a apreciar lo que tenemos nosotros mismos y no obsesionarnos con lo que otras personas tienen». Por su parte, Callaway reconoció que los libros no solo transmiten mensajes importantes para los niños de todas las edades, sino también para los adultos.

## Desarrollo e ilustraciones
Mientras leía cuentos a sus hijos a la hora de dormir, Madonna se dio cuenta de que los libros carecían de mensajes espirituales y reparó en que algunos personajes de cuentos de hadas como la Cenicienta, Blancanieves o La bella durmiente parecían pasivos y avanzaban en la trama según los deseos de los príncipes. Declaró: «Solo aparecen, son hermosas, [...] los príncipes les dicen que quieren casarse con ellas y luego se marchan y viven felices para siempre. Y pensé: "Bien, ¿qué se supone que debe sacar una chica de esto?". Eso es un montón de basura. [...] Sabes, siempre fue "si eres bonita, obtienes esto, si eres bonita, obtienes aquello"». Ante esto, e inspirada en las obras de F. Scott Fitzgerald, Ernest Hemingway y Flannery O'Connor, se animó a crear algo nuevo. Su objetivo era lograr algo más profundo que los libros «insulsos, vacíos e inútiles» que estaban disponibles para los lectores jóvenes y que no contenían ninguna lección de vida. Madonna reveló que en un principio planeó escribir las obras junto con Ritchie, pero al final decidió continuar sola debido a los proyectos cinematográficos del primero. Aun así, afirmó que la acompañó durante el proceso de redacción: «Se mantuvo realmente involucrado. Es mi mayor crítico. Cada vez que algo le provocaba hormigueos, no tenía reparos en avisarme».
| Cuando era niña sentía celos y envidia hacia otras chicas por varias razones: estaba celosa de que tuvieran madres, de que fuesen más bonitas y ricas. No es hasta que creces que te das cuenta de que esos sentimientos son una pérdida de tiempo. —Madonna sobre el tema principal de The English Roses. |

Ambientado en la Inglaterra contemporánea, The English Roses presenta la moraleja de las percepciones erróneas y la idea de que no se puede juzgar un libro por su portada ni excluir a las personas que nos parecen diferentes; las enseñanzas ofrecen también mensajes de la Cábala que ella aprendió de su maestro. La inspiración para la historia provino de su hija Lourdes, y tanto el título como los personajes llevan el nombre de sus amigas del colegio Lycée Franco-Libanais Tripoli. Una de las maestras las había nombrado de esa manera, título que a Madonna le pareció gracioso. Ya había avanzado con algunas otras historias pero quería escribir una «sobre chicas para chicas» que tratara temas como los celos, la envidia y el deseo de tener algo que alguien más tiene. La muerte de su madre a un edad muy temprana siempre le afectó, por lo que aprovechó sus propias experiencias personales para desarrollar a Binah; al igual que Madonna, la protagonista guardaba una foto de su madre al lado de su cama. En palabras de la autora, «necesitaba proponer cosas para su personaje donde los niños se detuvieran y dijeran: "¡Guau! ¿Cómo sería eso?». Lourdes también influyó en el personaje de Binah ya que la artista sintió que a menudo los compañeros de escuela la excluían por ser su hija.
Para eligir a los ilustradores, Madonna revisó varios libros para niños y muestras de obras de arte para reducir las posibilidades y luego se basó en el contenido de cada historia, con el fin de cada una fuese «diferente y única». Para The English Roses, contrató al artista e ilustrador Jeffrey Fulvimari, reconocido por su labor en publicaciones de moda como Vogue y Harper's Bazaar, y cuyo trabajo en el libro ha sido descrito por Ginny Dougary del Sunday Times Magazine como una mezcla entre Madeline y el estilo del pintor inglés David Hockney. Fulvimari calificó su participación como «expresiva» y «alegre» y admitió que se sintió «libre de divertirse de una manera que no es tan aceptable en el trabajo orientado a adultos». Primero creó dibujos aproximados y luego los escaneó a la computadora, donde pudo modificarlos. Pintó a las cuatro niñas con sus personajes «completamente desarrollados» y el resultado final hizo que las imágenes parecieran dibujos lineales «espontáneos». En una entrevista con el sitio MadonnaTribe, comentó que las elecciones de los colores eran «casi siempre intuitivas» y a veces aleatorias, y agregó: «La ilustración es como actuar: vives en los personajes que dibujas, los vistes y descubres cómo reaccionarían ante ciertas cosas. [Los personajes] fueron los primeros a los que les di cuerpo por completo. Casi se sentían como mis propios hijos y comencé a sentirme protector con ellos». El proyecto se mantuvo en secreto y el artista trabajó con Madonna —a quien consideró «muy específica»— y Callaway a través de Internet; les intercambiaba los bocetos y estos le daban sus opiniones varias veces antes de las últimas selecciones. Este último elogió su narración visual «elegante, atemporal y cautivadora». En el libro, los personajes lucen «elegantes» minifaldas a cuadros, chaquetas de punto y un chaquetón con un bolsillo de parche con la bandera británica, en una paleta de lunares «retro de los años 60». La identidad de Fulvimari no se reveló hasta la fecha del lanzamiento del libro.

## Publicación
The English Roses no estuvo disponible para la prensa y los medios de comunicación antes de su publicación, esto con el objetivo de que fuese un éxito en ventas y asegurar que la reputación de Madonna como novelista se estableciera cuando se publicaran los siguientes cuatro libros de la serie. En este sentido, también dificultó la promoción en los comunicados de prensa ya que incluso los detalles de la historia y la sobrecubierta no estuvieron permitidos. Puffin contrató a Colman Getty Public Relations para que manejara todo lo relacionado con el lanzamiento en Reino Unido; Nicky Stonehill de Colman Getty, que solo tuvo una hora para discutir la estrategia de campaña con Madonna, utilizó entonces el despliegue publicitario de los medios y llegó a un acuerdo exclusivo con The Times de Londres para publicar extractos del libro y entrevistarla dos días antes de que se editara. El 15 de septiembre de 2003 salió a la venta bajo la distribución de Penguin Group en más de 100 países y se tradujo a 30 idiomas, lo que supuso el lanzamiento más grande y simultáneo en varios idiomas en la historia editorial. The English Roses fue confeccionado en tapa dura, con papel de primera calidad, preimpresión e impresión digital y una sobrecubierta plastificada con la técnica matte y con un efecto brillante similar al «brillo labial». Está dirigido a niños de seis años en adelante y en total contiene 48 páginas. También hubo copias coleccionables de la primera edición que se incluyeron en una funda de lunares en cantidades limitadas.
Puffin, el sello infantil de Penguin Group (Reino Unido), lo publicó en los demás mercados de idioma inglés, y Andrew Wylie de The Wylie Agency arregló los derechos internacionales. Así, en los demás países las casas fueron Albatross Books (República Checa), Alma littera (Lituania), Aschehoug (Noruega), Bokadeild Foroya Laerafelags (Islas Feroe), CITIC/Liaoning Education Press (China), Dom Quixote (Portugal), Egmont Richters (Suecia), Eksmo (Rusia), Feltrinelli (Italia), Forum (Dinamarca), Gallimard Jeunesse (Francia), Grimm (Taiwán), Hanser (Alemania), Iletisim Press (Turquía), Izvori (Croacia), Kibea (Bulgaria), Kinneret (Israel), Magyar Konyvklub (Hungría), Mag og Mennig (Islandia), Nanmeebooks (Tailandia), Psichogios Publications (Grecia), Rao (Rumania), Rocco (Brasil), Scholastic Canada (Francés canadiense), Scholastic en Español (idioma español en Estados Unidos), Vale Novak (Eslovenia), Vassallucci (Holanda), WSOY (Finlandia) y Zysk (Polonia). En las naciones de habla española se tituló Las rosas inglesas y se lanzó a través de las editoriales Planeta y Destino; incluyó 56 páginas con la traducción de Daniel Cortés.
Madonna se asoció con Amazon y grabó un mensaje de audio exclusivo para los clientes del servicio, que estuvo disponible desde el 3 de septiembre en Estados Unidos, Reino Unido, Alemania, Japón y Francia; fue la primera oportunidad que los clientes tuvieron para escuchar a la cantante hablar sobre The English Roses. Gap publicitó el libro en más de 500 sucursales del país, la primera vez para una obra de categoría infantil, como así también presentó la cubierta en cientos de tiendas Gap Kids y creó un bolso de mano de edición limitada que podía adquirirse con una compra de 75 USD. Todas las ganancias de las ventas del libro se destinaron a la organización Spirituality for Kids Foundation (Fundación Espiritualidad para los Niños). En noviembre de 2003 estuvo disponible como descarga en el sitio web Audible junto con el siguiente tomo de la serie, Mr. Peabody's Apples, y en diciembre del año siguiente Callaway lanzó una caja recopilatoria con los dos primeros más Yakov and the Seven Thieves, el tercero. Por último, en octubre de 2005 se incluyó en Five Books for Children —un CD con los cinco tomos en formato de audiolibro— y en la caja recopilatoria 5 Books for Children.

## Promoción

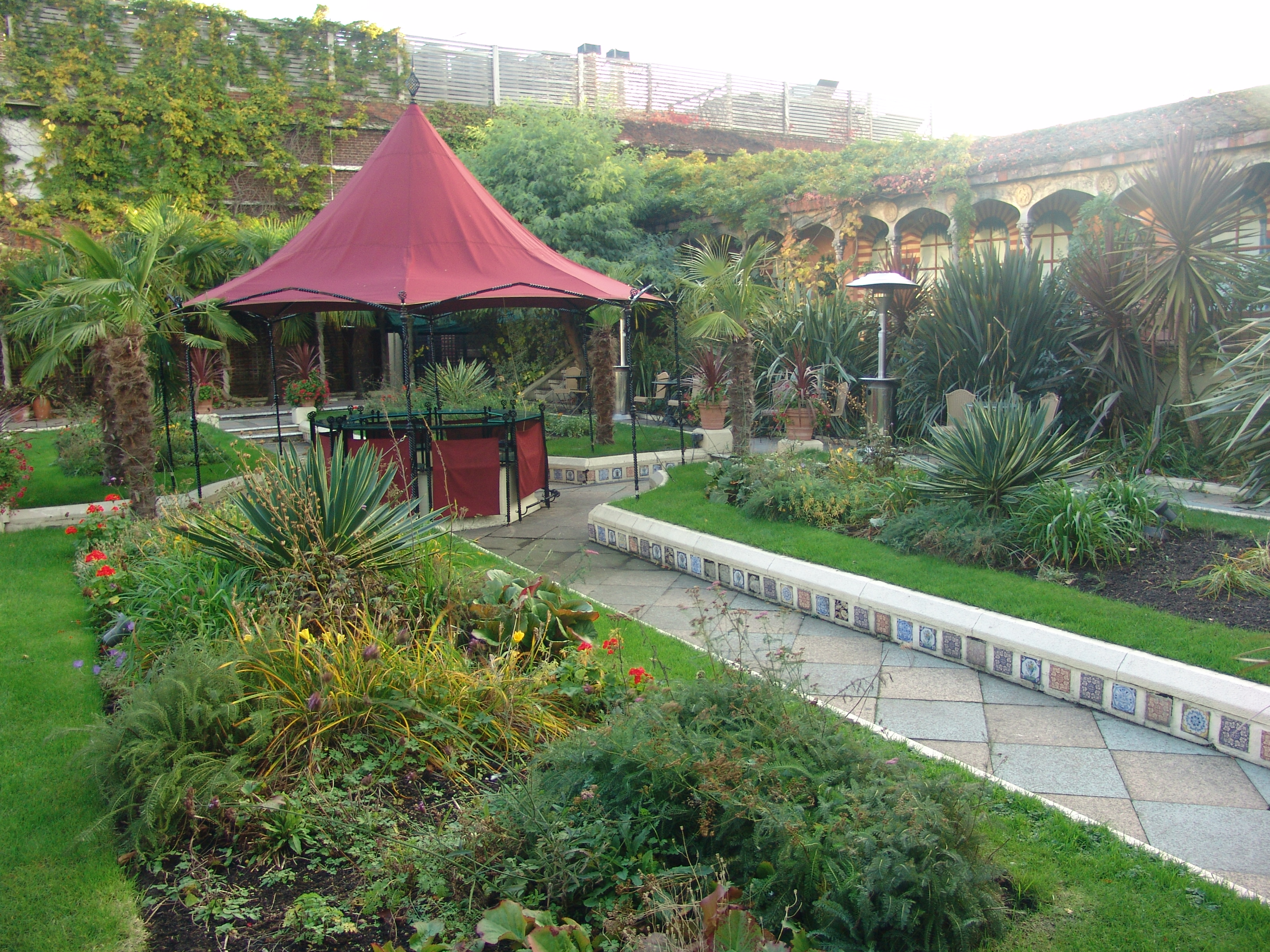
Un día antes del lanzamiento de The English Roses, se organizó una fiesta de té en el Kensington Roof Gardens de Londres (imagen), donde Madonna leyó el libro a un grupo de adolescentes y niños

Como parte de la promoción, el día antes del lanzamiento se organizó una fiesta de té en el Kensington Roof Gardens de Londres, donde asistieron amigos, celebridades e hijos de periodistas y de otras figuras públicas; Ritchie y sus hijos Lourdes y Rocco también estuvieron presentes. En la fiesta una alfombra rosa y brillante, rodeada de cercas adornadas con rosas y figuras de mariposas, daba la bienvenida a todos los invitados. Madonna lució un vestido de satén blanco hasta las rodillas, con estampado floral verde y azul y zapatos a juego, y leyó el libro acompañada de sus hijos ante una multitud compuesta principalmente por adolescentes y niños pequeños. Posteriormente les pidió que dibujaran escenas del cuento, bajo la dirección de la diseñadora Nelly Pastor, y al finalizar les entregó canastas de regalos bordados a mano. Si bien los medios de información y de música fueron invitados, solo a la prensa literaria se le permitió escuchar a Madonna leer el libro para enfatizar el hecho de que acudió en calidad de autora infantil en lugar de cantante o celebridad. La idea de Coleman Getty era que la prensa literaria tuviera acceso a la obra por primera vez en la fiesta, y así poder escribir la reacción que generó entre los niños. Solo un fotógrafo pudo tomar imágenes del evento y únicamente el equipo de filmación del programa de noticias infantil Newsround, de la BBC, fue autorizado a grabar material para mantener el ambiente centrado en los niños.
Al día siguiente, los servicios de mensajería entregaron copias a talk shows de Reino Unido como GMTV y RI:SE para que pudieran revisar el contenido durante el programa. Los principales canales de noticias nacionales cubrieron la publicación, así como dos programaciones matutinas, agencias internacionales como Reuters, programas de radio de la BBC y otros televisivos como The Des and Mel Show, The Terry & Gaby Show y The Wright Stuff. En el mismo mes, leyó la historia a niños de ocho y nueve años de la escuela primaria Islington's Hugh Myddleton, en Londres, y en París ofreció una conferencia de prensa «elaborada» donde remarcó que no había escrito los libros «para ser más famosa o más rica», sino para «compartir algo que sé con los niños». La promoción continuó en Estados Unidos: concedió una entrevista al programa The Oprah Winfrey Show y se presentó en una firma de libros organizada por Barnes & Noble, en Rockefeller Center (Nueva York), donde concurrieron 250 personas que habían participado en una lotería telefónica para asistir al evento. A cada ganador se le permitió llevar un niño y Madonna leyó un extracto y entregó copias de su trabajo previamente firmadas.

## Recepción comercial

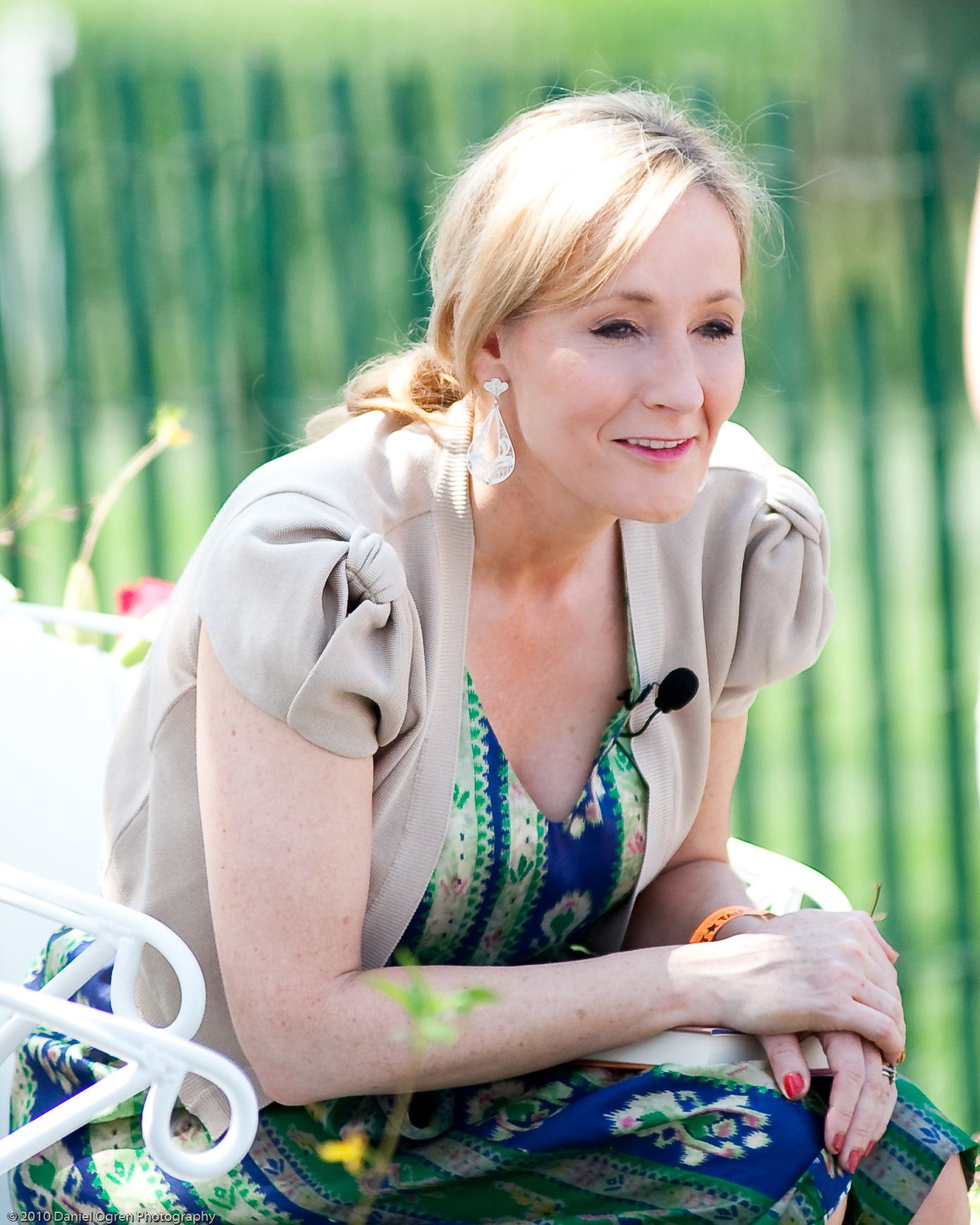
Tras su publicación en Reino Unido, The English Roses fue el segundo libro infantil más vendido de la semana, solo detrás de Harry Potter y la Orden del Fénix, de la autora J. K. Rowling (imagen)

La tirada inicial de The English Roses en Estados Unidos creció de 400 000 copias previstas a 750 000, con un total de un millón en todo el mundo, lo que significó uno de los mayores lanzamientos de libros ilustrados. Estuvo disponible en 50 000 librerías, tiendas de discos y otros puntos de venta en EE. UU., y las primeras ventas en sitios web como Amazon se reportaron como «impresionantes», a tal punto que pocas horas después de su publicación ya había alcanzado el octavo puesto en la lista de los más vendidos de Amazon. Una semana después, la tirada en aquel país había alcanzado las 900 000 unidades, con 1,4 millones en el mundo, y varias editoriales empezaron a reimprimirlo. Callaway señaló que la respuesta mundial había sido «muy gratificante», y Jenie Carlen, portavoz de Borders Group, dijo que la tienda había tomado una «postura firme» y calificó las ventas del primer día como «muy buenas, especialmente para un libro infantil». Por su parte, otro representante de Barnes & Noble afirmó que si bien la compañía aún no tenía cifras de las ventas, esperaba que la obra fuera «un gran éxito».
Según Nielsen BookScan, vendió 57 369 copias en Estados Unidos en su primera semana, y en la edición del 5 de octubre debutó en lo más alto de la categoría infantil en la lista de los más vendidos de The New York Times, mientras que en la sección general se ubicó en el quinto puesto. En total, estuvo presente dieciocho semanas y para octubre de 2004 había vendido 321 000 ejemplares, lo que representó un 70 % de las ventas monitoreadas en todas las tiendas minoristas del territorio. Por consiguiente, dicha cifra no reflejó los datos de algunas cadenas de comercialización masivas tales como Walmart y Costco y otros vendedores de libros no tradicionales, como GapKids. También llegó al primer puesto en los conteos de BookSense y Barnes & Noble, al segundo en el de Amazon.com y al séptimo en el de USA Today.
La buena recepción comercial continuó en los mercados internacionales. En Finlandia se agotó en tan solo dos horas y en Taiwán, Eslovenia e Islandia ya era un éxito de ventas, motivo por el cual creció la lista de idiomas y países en los que se publicó. Debido a la creciente demanda, Puffin Books lanzó la cuarta edición en Reino Unido diez días después de la fecha original, mientras que Gallimard Jeunesse de Francia la tercera y Hanser (Alemania), Vassallucci (Países Bajos), WSOY (Finlandia) e Iletisim (Turquía) la segunda. Según BookScan, vendió 8270 copias en el país británico y alcanzó la decimoséptima posición en el ranking nacional; fue el segundo libro infantil más exitoso de esa semana, con 220 copias menos que Harry Potter y la Orden del Fénix, de J. K. Rowling, que se editó en junio de ese año. Aun así, se convirtió en el libro ilustrado infantil con las ventas más rápidas en su primera semana, y para diciembre de 2003 había superado las 150 000 unidades. PR Newswire anunció que The English Roses se había convertido en un superventas global en tan solo una semana. Dos meses después, alcanzó las 500 000 copias en el mundo, y para abril de 2005 ascendió a un millón, de acuerdo con el periódico The New York Sun, por lo que pasó a ser el libro con más ventas rápidas y en el más vendido de la historia por un autor infantil primerizo.

## Recepción crítica
En términos generales, The English Roses obtuvo reseñas favorables a variadas de los periodistas y críticos literarios. Por ejemplo, Deirdre Donahue de USA Today lo llamó «interesante», y Nuria Labari del diario español El Mundo «ideal», aunque aclaró que no estaba dirigido a todos los niños del mundo, sino más bien a las niñas. No tan distante, Matt Berman de Common Sense Media explicó que en realidad era más para el público preadolescente que para los niños, pero destacó el mensaje positivo y el valor educativo para los estudiantes de primaria. Steve Riggio, director ejecutivo de Barnes & Noble, lo consideró una «delicia, astutamente inteligente y dulcemente sensible», y reconoció que este y los demás libros de Madonna «se abrirán paso en la historia editorial». Ginny Dougary lo describió como un «pequeño objeto de deseo encantador» que todas las niñas adorarían. Además, elogió la narración «autoritaria» de Madonna como así también las ilustraciones y la enseñanza. De manera similar, Sarah Parker, de la tienda Scott's Bookstore de Mount Vernon (Washington), aprobó el mensaje «oportuno y muy importante» y añadió: «Los libreros tienden a no dar mucho crédito a las celebridades que intentan escribir libros, especialmente para niños, [pero] Madonna se ha ganado mis respetos».
La novelista Ayelet Waldman de Tablet cuestionó si el rabino Baal Shem Tov, cuyas enseñanzas fueron la inspiración para los proyectos infantiles de Madonna, realmente pidió «ser amable con las chicas bonitas porque sus vidas podrían ser más difíciles que las nuestras». También notó influencias judías en la historia dado el nombre Binah (Biná) y que la protagonista llama a su padre papa y lleva un shmatte en la cabeza, aunque dudó que fuese agregado a la «lista de material de lectura aprobada que mantienen las abuelas judías del mundo». Emily Nussbaum de New York lo llamó «irritante» y describió a Binah como «la niña buena más sosa y pasiva de la Tierra, todo lo contrario a Madonna», que, según la periodista, se había vuelto «sumamente santurrona, y lo que es peor, una Madonna Milenium». David Sexton, del Evening Standard, criticó la decisión de representar a Binah como una chica «especial», «muy, muy hermosa» y con buenas aptitudes académicas y deportivas, cuando en realidad «los niños que sufren el rechazo de sus compañeros no son los hermosos, los inteligentes y los deportistas, sino los feos, los aburridos y los torpes, pero, ¿quién quiere leer sobre eso?». En la misma línea, Polly Shulman de Slate, que le había parecido «aburrido», «sentencioso y sin gracia» dado que solo giraba en torno a la misma Madonna y a su hija, opinó que su intención fue escribir un libro que predicara la tolerancia hacia aquellas niñas que son «más bonitas, más inteligentes, más amables, mejores en los deportes y, en general, más especiales que tú. No hay patitos feos con almas de artistas aquí, ni Shreks desaliñados que se convierten en héroes, solo preadolescentes atractivos obsesionados con los matices de su estatus social». Además, observó que la lección era «confusa e inverosímil» y notó múltiples clichés, mientras que los personajes principales parecían «tan pasivos que bien podrían ser buenos».
Kate Kellaway de The Observer mencionó que parecía escrita en un lenguaje «que vira entre Hilaire Belloc y la televisión matinal» y consideró el tono de la narración «ingenioso y serio», pero con un encanto «tenso». Finalizó que Madonna es una «actriz que interpreta lo que nunca puede ser: J. R. Rowling, una rosa inglesa». Para The Guardian, el poeta y novelista Michael Rosen indicó que la moraleja era simple y un poco «pasada de moda en estos días» y remarcó la falta de preguntas e ironía en la historia, una característica de la literatura infantil. Aun así, apreció la «textura de la narración» como «divertida». En el mismo artículo, la autora Francesca Simon fue más crítica: mencionó que «no tiene personajes ni historia y no hay tensión, lo cual es un problema», y agregó que no podía imaginar a nadie leyendo el libro más de una vez. Asimismo, criticó la redacción y la falta de personalidad de las protagonistas. David Kipen del San Francisco Chronicle bromeó al decir que la última vez que se había lanzado una serie de cinco libros con tanto éxito, la primera entrega se llamó Génesis. Sostuvo que la descripción de Binah como una chica hermosa era redundante, y su «inexplicable ostracismo es exactamente el tipo de desliz narrativo con el que se encuentra un escritor inexperto cuando forma un alter ego de fases diferentes, no del todo compatibles, en la vida de ese escritor. Nadie duda de que Madonna haya sido, en varios momentos de su vida, bella, amable, admirada, odiada o haya estado sola. Pero ser todo eso a la vez [en la historia] resulta difícil de creer». Otros medios criticaron a Madonna por usar su fama para «predicar» y hacer proselitismo de la Cábala a los niños y jóvenes, esto a raíz de que Binah, el personaje principal, significa «sabiduría» en hebreo.
Las ilustraciones de Fulvimari obtuvieron, en general, comentarios positivos. Angelique Chrisafis de The Guardian las llamó «brillantes, en un estilo súpermodelo», y un editor de Billboard las describió como «extravagantes». Por su parte, Labari las caracterizó como «espléndidas» y agregó que «presentan a niñas de todos los colores pero con un denominador común: son todas estupendas». No obstante, puntualizó que estaban muy bien, pero en su contexto. Para Sarah Parker eran «originales, únicas y brillantes» que atraerían a cualquier chica a dar vuelta la página. Publishers Weekly las comparó con una «versión para adolescentes de Vogue» y comentó que el artista «aporta la cucharadita de azúcar para que la medicina haga efecto». Kipen declaró que Fulvimari ofrecía un «encanto excesivo» y comparó el estilo «ingenioso y animado» con la «célebre» filigrana de Ronald Searle y la «feminidad» de la secuencia de apertura de Mi bella genio (1965). Por el contrario, Sexton las consideró «sub-warholianas, que quiere decir muy decorativas y claramente perversas», y criticó el aspecto anoréxico de los personajes. Según Shulman eran imágenes «empalagosas» que apenas distinguían a Binah de las otras cuatro muchachas: «Excepto por el color del cabello, de la piel y de los ojos, son idénticas: todas delgadas y elegantes, con ojos almendrados y sin nariz. Es difícil imaginar lo que las otras cuatro envidiaban de Binah». Matt Berman dijo que se asemejaban a la línea de muñecas Bratz, lo que podría ocasionar que algunos padres se avergonzaran. Rosen las calificó como «insoportables, [...] repulsivas y ligeramente desagradables, con grandes ojos y labios que nunca cambian» y las comparó con «recortes de textos publicitarios de mediados de los años 60». Sintió que las formas de los personajes resultaban «pasivas y sexuales» y no transmitían ningún sentimiento, sino que más bien eran similares «a un dibujo de Twiggy para vender abrigos». De manera similar, Simon recalcó que no estaba claro a quién iba dirigido el libro en realidad, puesto que las imágenes «inapropiadas» se asemejaban a «modelos adolescentes de 11 a 14 años. Deberían tener la mitad de tamaño y el doble de anchura».

## Repercusiones
Madonna se asoció con Signatures Network Inc. (SNI) y lanzó una serie de mercancías y productos relacionados con la serie The English Roses disponibles en los grandes almacenes, boutiques y tiendas de Nordstrom en Estados Unidos. Los artículos incluían calzado, ropa para niñas, paraguas e impermeables de la marca Kidorable, muñecas coleccionables de Alexander Doll Company, juegos de té de Schylling Inc., brazaletes y collares de High Intencity, joyeros y calendarios. El crítico de moda canadiense Steven Cojocaru presentó la línea en el programa The Today Show de la NBC el 17 de septiembre de 2004, y a partir del mes siguiente Nordstrom creó programas en las tiendas relacionados con los libros, entre ellos fiestas de té y desfiles de moda. En septiembre de 2005, se lanzó la colección otoño/invierno creada por la compañía infantil Lipstik en los principales minoristas como Neiman Marcus y otras boutiques infantiles como Natalie & Friends en Nueva York y Rag Tattoo en Los Ángeles, y en esta ocasión incluyó ropa floral, calzado nuevo, accesorios, joyería y un joyero; Madonna confirmó que su hija tuvo «muchísimas aportaciones en el diseño».
En junio de 2005 también se creó un sitio web dedicado a la serie y donde estaba disponible toda la mercancía, además de ofrecer juegos interactivos, fondos de pantalla para descargar, una sección de noticias, listas e información sobre los personajes y páginas de comentarios. Madonna afirmó que la página fue creada para una mayor comunicación con los seguidores del libro. Aunque hubo planes de adaptar el libro a una película animada, bajo la producción de Ritchie y con las voces de David Bowie, Snoop Dogg, Madonna como el hada madrina y Britney Spears como Binah, finalmente el proyecto no se llevó a cabo.

## Secuelas
En la entrevista que Madonna concedió a Publishers Weekly en noviembre de 2004, anunció que ya había escrito una secuela de The English Roses, pero no fue sino hasta junio de 2005 que su página oficial confirmó el proyecto, con fecha de publicación originalmente para septiembre de 2006. En el comunicado, explicó que decidió «volver a visitar a las jóvenes» protagonistas dado que era el libro más cercano a su corazón y el favorito de su hija Lourdes, que además fue quien le sugirió que continuara con la historia. Agregó: «Sabía de qué trataría el primero, sobre los celos y la envidia, lo cual hice en The English Roses. Las chicas, especialmente, pueden ser muy frías con otras chicas». La autora reveló el título como The English Roses: Too Good to be True en junio de ese año al New York Post. Con ilustraciones de Stacy Peterson, salió a la venta el 24 de octubre de 2006 en tapa dura y con 64 páginas; la trama se centra en las chicas que planean su primer baile escolar y cuya amistad se pone a prueba con la llegada de un nuevo estudiante llamado Dominic de la Guardia. Al igual que en la anterior entrega, aprenden una nueva lección valiosa sobre la amistad y el amor. Las ganancias fueron destinadas a la fundación de Madonna Raising Malawi y, en apoyo a la organización benéfica, Callaway lanzó una edición limitada en chichewa, la lengua oficial de Malaui.
Madonna concedió entrevistas a The Opray Winfrey Show y otros programas estadounidenses y colaboró con Home Shopping Network (HSN) para promocionar un conjunto exclusivo de la serie que incluyó, además del original y la secuela, Madonna Reads, un CD audio con los cinco libros infantiles, y una ilustración coleccionable de 8×10. Después de un mes vendió solo 9000 copias según BookScan; la falta de ventas se atribuyó a que se vio envuelta en una controversia tras la adopción de su hijo David Banda, de Malaui, ese mismo mes. Madonna continuó con la serie de libros y publicó en total doce secuelas más entre 2007 y 2009, todas ellas con ilustraciones de Fulvimari. Los primeros cuatro —Friends for Life!, Good-Bye, Grace?, The New Girl y A Rose By Any Other Name— salieron a la venta en septiembre de 2007 y relatan las nuevas aventuras de las niñas, que lidian con el amor, las peleas familiares, otras amistades y rivalidades; Big-Sister Blues, Being Binah y Hooray for the Holidays! se lanzaron en junio, julio y septiembre de 2008, respectivamente, y A Perfect Pair, Runway Rose, Ready, Set, Vote!, American Dreams y Catch the Bouquet en enero, abril, junio, octubre y diciembre de 2009.

## Legado
Dos años después de su publicación, la cadena de radio Los 40 resaltó que la obra rápidamente se convirtió en un éxito comercial, «como ocurre con todo en lo que se ve envuelta la Ambición Rubia». Billboard remarcó que el lanzamiento significó un «bombardeo editorial sin precedentes», opinión que compartió Callaway, que además sostuvo que demostró «una vez más que Madonna tiene un don extraordinario para comunicarse con niños de todas las edades, incluso con adultos». Con The English Roses la autora abrió camino a que otras celebridades, políticos y artistas debutaran con éxito en la esfera editorial para el público infantil. Sumado a ello, el hecho de que la obra haya sido publicada en feroés fue para Stephen Khan de The Guardian «motivo de gran celebración», dado que solo se publican entre 100 a 150 libros por año en ese idioma. Se entregaron mil copias a Tórshavn, capital de las islas Feroe, hecho que Neil Thomsen de la editorial Bokadeild Foroya calificó como un «momento emocionante para nosotros» y destacó el papel que su lengua ha desempeñado en una «época significativa para la historia editorial».
Niñas de Estados Unidos comenzaron a vestirse como los personajes, practicar los pasos de baile y aprender las lecciones de la historia. Sumado a ello, la primera edición, que venía con la funda de lunares, se convirtió en objeto de coleccionistas. Estudiantes de la escuela Islington's Hugh Myddleton reconocieron la enseñanza de la historia y se sintieron identificados con los personajes, especialmente con Binah. En la entrevista con Publishers Weekly, Madonna afirmó que lo más gratificante que había sucedido en su vida como autora infantil fue la cercanía del público y cómo los libros los habían ayudado de alguna manera. Añadió: «Tengo una amiga que es psicoterapeuta y trabaja con muchos niños y adolescentes víctimas de malos tratos y usa mis libros en su práctica, lo cual es muy gratificante. También recibí una carta de una adolescente que tenía una vida familiar muy infeliz y me dijo que The English Roses se había convertido en su biblia; le ha ayudado en muchos momentos difíciles. Ese tipo de respuesta me hace sentir que estoy haciendo lo correcto». Kate Kellaway concluyó que si el libro no hubiese sido escrito por Madonna, no habría sido revisado.